# Tathātā
Tathātā (anche Tathatā) è un sostantivo femminile sanscrito (devanāgarī तथाता) che indica "la vera natura delle cose", l'"autentica natura della realtà".
È un termine che indica in particolare una dottrina fondamentale del Buddismo Mahāyāna. In italiano si può rendere anche come "talità", "quiddità" o "sicceità". Tathātā corrisponde, nel Buddismo Mahāyāna alla realtà delle cose così come è in sé stessa prima della loro organizzazione deformata dal nostro pensiero. 
Nel II capitolo del Sutra del Loto quando uno dei suoi più importanti discepoli, Śāriputra, lo interroga sulla dottrina più profonda, il Buddha Śākyamuni non risponde con la dottrina delle Quattro nobili verità ma con la dottrina della dieci tathātā (caratteristiche, natura, essenza, forza, azione, causa, condizione, retribuzione, frutto e uguaglianza di tutte queste talità tra loro).
La dottrina delle Quattro nobili verità, secondo i mahāyānisti è una dottrina hīnayāna che occorre per rimuovere gli "oscuramenti passionali" ma non è ancora la dottrina completa. È con la dottrina delle tathātā che si rimuovono gli "oscuramenti cognitivi" conseguendo l'onniscienza (sarvajñāna) raggiungendo così la bodhi dei buddha, l'anuttarā-samyak-saṃbodhi.
In ultima analisi Tathātā è, nel Mahāyāna, l'equivalente dell'"Assoluto". Nelle altre lingue asiatiche il termine sanscrito tathātā è così reso:
- in cinese 真如 zhēnrú;
- in giapponese 真如 shinnyo;
- in coreano 진여 jinyeo o chinyŏ;
- in vietnamita Chân như;
- in tibetano de-bzhin-nyid.